# St. Anna (Kirchthal)

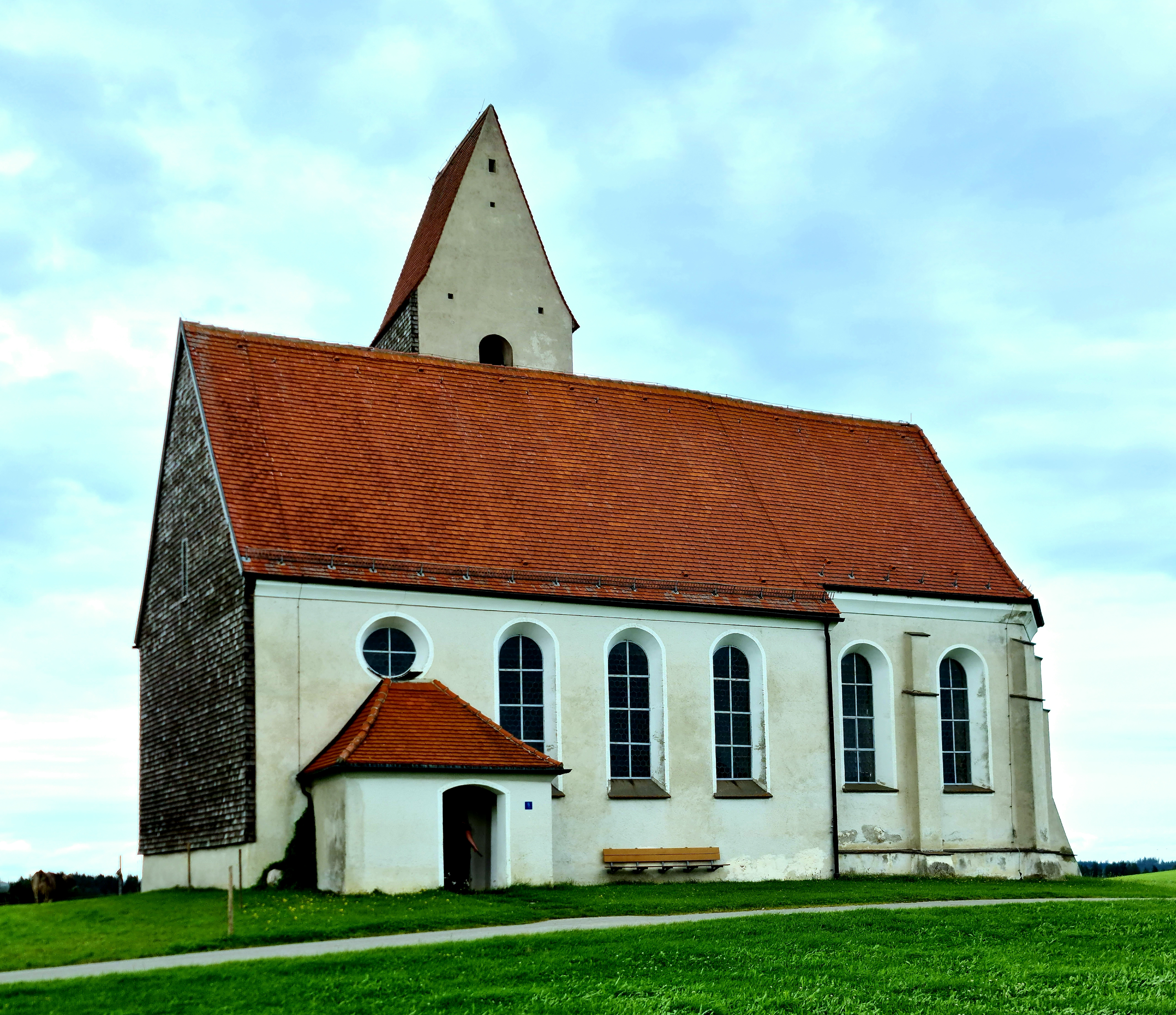
St. Anna in Kirchthal

Innenansicht

Die römisch-katholische Filialkirche St. Anna steht in Kirchthal, einem Gemeindeteil von Seeg im schwäbischen Landkreis Ostallgäu von Bayern. Das Bauwerk ist in der Liste der Baudenkmäler in Seeg als Baudenkmal unter der Nr. D-7-77-170-29 eingetragen.

## Beschreibung
Die Saalkirche wurde 1698 anstelle einer Kapelle erbaut. Sie besteht aus einem Langhaus, einem eingezogenen, dreiseitig geschlossenen, von Strebepfeilern gestützten Chor im Osten. Der Kirchturm an der Nordwand des Langhauses, der quer mit einem Satteldach bedeckt ist, und die Sakristei an der Nordwand des Chors wurden 1707/08 angebaut. In den Innenraum des Langhauses wurde 1723/24 eine Flachdecke eingezogen. Der Innenraum des Chors ist mit einem Stichkappengewölbe über Pilastern überspannt. Der 1746/47 eingebrachte Stuck wird Joseph Fischer zugeschrieben. Die gleichzeitig entstandenen Fresken stammen von Anton Joseph Walch. Der 1667 gebaute Hochaltar wird der Werkstatt von Nikolaus Babel zugewiesen. Im Altarauszug ist Anna selbdritt dargestellt.